# Henryk Konwiński
Henryk Konwiński (ur. 19 listopada 1936 w Poznaniu) – polski reżyser operowy, choreograf i tancerz, kierownik zespołu baletowego Teatru Wielkiego w Poznaniu i Opery Śląskiej.

## Życiorys
Wychodząc naprzeciw marzeniom ojca ukończył szkołę techniczną, uczęszczając jednocześnie w tajemnicy do ogniska baletowego przy Państwowej Szkole Baletowej. Zgodnie z nakazem pracy, jako absolwent technikum trafił do Kościerzyny. Wstąpił tam do Zespołu Pieśni i Tańca Ziemi Kaszubskiej. Gdy wrócił do Poznania, znalazł zatrudnienie w operowym zespole baletowym.
Studiował w szkole baletowej przy Operze Warszawskiej. Został następnie wieloletnim solistą baletu Teatru Wielkiego im. Stanisława Moniuszki w Poznaniu. Pracował pod kierunkiem: Feliksa Parnella, Stanisława Miszczyka, Eugeniusza Paplińskiego, Jerzego Gogóła, Teresy Kujawy, Witolda Borkowskiego, Conrada Drzewieckiego. Jego pierwszym przedstawieniem jako choreografa była Operetka Witolda Gombrowicza w studenckim Teatrze Nurt. Jego pierwszym występem baletowym w Teatrze Wielkim w Poznaniu była rola w Fontannie Bachczysaraju Borysa Asafiewa (w roku 1958). Współpracował z Telewizją Poznańską i Operą Bałtycką. Od roku 1973 związany zawodowo z Operą Śląską w Bytomiu.
W roku 1978 zadebiutował w Bytomiu w roli reżysera operowego, wystawiając Salome Richarda Straussa. Przygotował kilkadziesiąt choreografii i układów tanecznych do oper i baletu. Był stypendystą Het Nationale Ballet w Amsterdamie, Nederlands Dans Theater w Hadze, Baletu XX wieku Maurice’a Béjarta w Brukseli oraz Alicji Alonso w Hawanie. Był też kierownikiem zespołu baletowego w Teatrze Wielkim w Poznaniu, współpracował z Teatrem Rozrywki w Chorzowie i Teatrem Muzycznym w Gliwicach. W 2004 r., z okazji przyjęcia Polski do Unii Europejskiej, wziął udział razem z Emilem Wesołowskim, Teresą Kujawą i Conradem Drzewieckim w przygotowaniu choreograficznej wersji IX Symfonii Ludwiga van Beethovena.
W roku 1979 przygotował choreografię do filmu Stanisława Lenartowicza Strachy (o życiu tancerki rewiowej i pisarski – Marii Ukniewskiej), w r. 1983 do Szkoda twoich łez, a w r. 2006 do spektaklu TV Olgi Lipińskiej Cud mniemany, czyli Krakowiacy i Górale.

### Reżyseria (wybór)[4]
- 1978 – Kram z piosenkami (wodewil) Leona Schillera – Teatr Zagłębia w Sosnowcu
- 1978 – Salome Richarda Straussa – Opera Śląska
- 1980 – Traviata Giuseppe Verdiego – Opera Śląska
- 1980 – Kościej Nieśmiertelny Nikołaja Rimskiego-Korsakowa – Opera Śląska
- 1985 – Cyrulik sewilski Gioacchino Rossiniego – Opera Śląska
- 1988 – Madama Butterfly Giacomo Pucciniego – Opera Śląska
- 1989 – Juliusz Cezar G.F. Haendla – Opera Krakowska
- 1989 – Czarodziejski flet W.A. Mozarta – Opera Śląska
- 1990 – Hrabina Marica Emmericha Kálmána – Operetka Śląska w Gliwicach
- 1990 – Straszny dwór S. Moniuszki – Opera Śląska
- 1990 – Ernani G. Verdiego – Opera Śląska
- 1991 – Rigoletto G. Verdiego – Opera Śląska
- 1993 – Zemsta nietoperza Johanna Straussa – Teatr Muzyczny im. Danuty Baduszkowej w Gdyni
- 1994 – Ad Montes Wojciecha Kilara – Opera Śląska
- 1996 – Czarodziejski flet W.A. Mozarta – Teatr Muzyczny „Roma”
- 1996 – Czarodziejski flet W.A. Mozarta – Opera Nova w Bydgoszczy
- 2001 – Oklahoma! (musical) R. Rodgersa i O. Hammersteina II – Operetka Śląska w Gliwicach
- 2002 – Kram z piosenkami (wodewil) L. Schillera – Teatr Zagłębia w Sosnowcu
- 2005 – Wesoła wdówka Franza Lehara – Opera Śląska
- 2006 – Così fan tutte W.A. Mozarta – Opera Śląska
- 2007 – Orfeusz i Eurydyka Ch.W. Glucka – Opera Śląska
- 2012 – Baron cygański Johanna Straussa – Opera Śląska
- 2015 – Verbum nobile Stanisława Moniuszki – Opera Śląska

## Odznaczenia i wyróżnienia
Źródło
- 1973 – Nagroda za III miejsce w I Ogólnopolskim Konkursie Choreograficznym w Łodzi
- 1975 – Złoty Krzyż zasługi
- 1976 – Nagroda Wojewody Śląskiego za wysokie osiągnięcia artystyczne w dziedzinie choreografii
- 1977 – Złota Odznaka Zasłużony dla Województwa Katowickiego
- 1990 – Złota Maska za reżyserię i choreografię przedstawienia „Hrabina Marica” w Operetce Śląskiej w Gliwicach
- 1992 – Złota Maska za choreografię do Monachomachii i Tańców Połowieckich
- 1994 – Specjalna Złota Maska im. red. Barbary Sośnierz za choreografię i współrealizację „Skrzypka na dachu”, „Sny i Zderzenia” oraz „Historii Żołnierza”.
- 1995 – Złota Maska za choreografię i inscenizację „Szkoły Błaznów”
- 1995 – Złota Maska za inscenizację i choreografię „Zielonego Gila” i „Ad Montes”
- 1995 – Medal Pamiątkowy 50-lecia Państwowej Opery Śląskiej
- 2000 – Teatralna Kurtynka za wkład pracy włożony w życie artystyczne Teatru Dzieci Zagłębia
- 2004 – Złota Odznaka Honorowa za Zasługi dla Województwa Śląskiego
- 2005 – Krzyż Kawalerski Orderu Odrodzenia Polski
- 2005 – Nagroda Stowarzyszenia Autorów ZAiKS za całokształt twórczości w dziedzinie choreografii[6]
- 2009 – Nagroda za szczególne zaangażowanie w pracach Jury ogólnopolskich konkursów tańca w 50-lecie ich istnienia
- 2010 – Złota Maska za inscenizację i choreografię „Romeo i Julia” Berlioza
- 2010 – Teatralna Nagroda Muzyczna im. Jana Kiepury dla najlepszego choreografa
- 2010 – Perła Śląska, nagroda miesięcznika „Śląsk”
- 2011 – Srebrny Medal „Zasłużony Kulturze Gloria Artis”[7]
- 2014 – Nagroda ZASP „Terpsychora” za całokształt twórczości
- 2016 – Medal Miasta Bytomia w dziedzinie kultury
- 2016 – Nagroda Marszałka Województwa Śląskiego w dziedzinie choreografii i tańca
- 2018 – Krzyż Oficerski Orderu Odrodzenia Polski[8]
- 2021 – Nagroda 100-lecia ZAiKS-u[6]
- 2023 – Doroczna Nagroda Ministra Kultury i Dziedzictwa Narodowego w kategorii Taniec[9][10]